# Black-Ash Inheritance
Black-Ash Inheritance es un MCD/EP de la banda de melodic death metal In Flames, lanzado en 1997. El título fue tomado de la letra de una de sus canciones, "Dead God in Me" del álbum The Jester Race. Fue lanzado como promocional para su siguiente producción Whoracle con canciones que aparecen en ese álbum tales como "Episode 666" y "Worlds Within A Margin" las cuales se incluyen como bonus en la edición para Japón y para la versión relanzada. En la versión relanzada, la canción "Gyroscope" fue colocada en el lugar #2 de la lista de canciones y la canción "Behind Space" estaba originalmente incluida en su álbum debut Lunar Strain, con Mikael Stanne como vocalista. La canción "Acoustic Medley" es un popurrí de tres canciones de In Flames; "Artifacts of the Black Rain" (The Jester Race), "Dead Eternity" (The Jester Race) y "Jotun" (Whoracle). 
En el 2007, Black-Ash Inheritance fue relanzado en formato de vinilo por Night of the Vinyl Dead Records, con solo 555 copias. 

## Lista de canciones
| N.º | Título                         | Duración |  |
| 1.  | «Goliaths Disarm Their Davids» | 4:54     |  |
| 2.  | «Gyroscope»                    | 3:26     |  |
| 3.  | «Acoustic Medley»              | 2:37     |  |
| 4.  | «Behind Space» (live)          | 3:37     |  |

## Créditos
- Anders Fridén - Voz
- Glenn Ljungström - Guitarra eléctrica y acústica
- Jesper Strömblad - Guitarra rítmica y acústica, Teclados
- Johan Larsson - Bajo
- Bjorn Gelotte - Batería